# Rheinbrücke Wintersdorf
Die Rheinbrücke Wintersdorf ist eine vom Straßenverkehr genutzte ehemalige Eisenbahnbrücke, die zwischen dem Rastatter Stadtteil Wintersdorf und Beinheim den Rhein und damit die Grenze zwischen Deutschland und Frankreich überquert. In Frankreich wird sie „Pont de Beinheim“ genannt.

## Geografische Lage
Das Bauwerk liegt bei Rheinkilometer 335,7 und überspannt mit zwei Fahrstreifen die Landesstraße 78b beziehungsweise die Departementsstraße D 87. Bis 1966 war es außerdem Bestandteil der Bahnstrecke Rastatt–Rœschwoog.
Die Brücke befindet sich auf Iffezheimer Gemarkung, ist aber nach dem näher gelegenen Ort Wintersdorf benannt. Als sie errichtet wurde, war die Brücke die einzige feste Rheinquerung zwischen Straßburg und der Rheinbrücke Germersheim.

## Brücke von 1895

### Voraussetzungen
Das Großherzogtum Baden – als Eigentümer der Großherzoglich Badischen Staatseisenbahnen – und das Deutsche Reich – als Eigentümer der Reichseisenbahnen im Reichsland Elsaß-Lothringen – schlossen am 23. Mai 1892 einen Staatsvertrag über den Bau einer 37,6 Kilometer langen zweigleisige Eisenbahnstrecke von Rastatt nach Haguenau, die rechtsrheinisch die Fortsetzung der ebenfalls neu zu bauenden Bahnstrecke Graben-Neudorf–Karlsruhe–Rastatt und linksrheinisch die Fortsetzung der bestehenden Bahnstrecke Steinbourg–Haguenau bildet. Dazu wurde auch eine neue Rheinbrücke vereinbart. Insbesondere strategische Erwägungen für eine leistungsfähige Rheinquerung zwischen Baden und dem Elsass nördlich von Straßburg führten zu dieser Investition.

### Bau
1893 begann der Bau der Brücke. Sowohl die Gründungsarbeiten wie auch die Erstellung der Aufbauten führte die Aktiengesellschaft für Eisenindustrie und Brückenbau (Harkort) aus. Die Brücke wurde 555,7 m lang, wies drei Hauptöffnungen mit Stützweiten von 92 m sowie am westlichen Ufer vier und am östlichen Ufer fünf Flutöffnungen von jeweils 31 m Stützweite auf. Die drei langen Strombrücken waren eiserne Konstruktionen in Form von Halbparabelfachwerkbalken mit rhombenartig ausgebildetem, pfostenlosen Strebenfachwerk und unten liegender Fahrbahn. Die Flutbrücken verwendeten parallelgurtige Fachwerkbalken mit einem pfostenlosen Strebenfachwerk und oben liegender Fahrbahn. Zur Gründung der Strompfeiler wurden Senkkästen verwendet. Die Brücke war von Anfang an zweigleisig ausgebaut.
Je ein Paar massiver, gedrungener Wehrtürme flankierte jedes der beiden Brückenenden. Zusätzlich markierte je ein Paar schmaler, hoher, mit barockisierenden Hauben gedeckter Türme die Übergänge von den Flutbrücken zu den Hauptträgern.
Eröffnet wurde die Brücke am 1. Mai 1895. Umgangssprachlich erhielt sie damals die Bezeichnung Roppenheimer Brück.

### Nutzung
Im Sommer 1914, dem letzten Friedensfahrplan vor dem Ersten Weltkrieg, nutzten täglich sechs Zugpaare im regionalen Personenverkehr die Brücke und darüber hinaus ein Fernzugpaar München–Luxemburg und das Durchgangszug-Paar Straßburg–München. Während des Ersten Weltkriegs fand ein intensiver Militärzugverkehr zur Westfront über die Brücke statt.
1919 kam die Brücke aufgrund des Versailler Vertrags auf ganzer Länge in das Eigentum Frankreichs. Erst nach der Inbetriebnahme des – vor allem mit einem großen Güterbahnhof – ausgebauten gemeinsamen Grenzbahnhofs in Wintersdorf wurde am 17. Dezember 1922 der Zugbetrieb wieder aufgenommen. 1934 verkehrten täglich fünf Personenzugpaare über die Brücke.
Die Brücke erfreute sich wegen ihrer imposanten Form großer Beliebtheit als Postkartenmotiv. Auf französischen Postkarten wurde sie auch als „Pont de Rastatt“ (Rastatter Brücke) bezeichnet.

### Zweiter Weltkrieg
Am 12. Oktober 1939 sprengten französische Truppen den westlichen Strompfeiler sowie drei Vorlandbrücken. Im März 1941 begann der Wiederaufbau der Brücke in der ursprünglichen Form. Am 3. Mai 1942 erfolgte die Wiederinbetriebnahme des ersten, am 3. Februar 1943 des zweiten Gleises. Genutzt wurde die Brücke täglich von zwei Schnellzug- und acht Personenzugpaaren. Am 12. Dezember 1944 sprengten deutsche Truppen bei ihrem Rückzug über den Rhein alle Brückenpfeiler, wodurch alle Hauptträger in den Fluss stürzten.

## Brücke von 1949
Ende 1947 veranlasste die französische Militärregierung den Wiederaufbau der Brücke, um einen weiteren Rheinübergang für ihre Nachschubstrecken nutzen zu können. Im Mai 1949 ging sie in Betrieb. Bis auf den mittleren Überbau der Strombrücke, der durch einen Neubau ersetzt werden musste, konnten die alten Überbauten gehoben und repariert werden. Das Bauwerk wurde wieder mit zwei Gleisen ausgerüstet, allerdings wurde eine Brückenseite mit Bohlen für den Straßenverkehr hergerichtet. In den folgenden Jahren diente die Brücke vor allem dem Militärverkehr, zu einer Wiederaufnahme eines grenzüberschreitenden Reisezugverkehrs kam es nicht. Am 7. Oktober 1950 wurde der Reisezugverkehr zwischen Rastatt und Wintersdorf eingestellt. Die gesamte Bahnstrecke wurde nur noch eingleisig als Nebenbahn betrieben.
Ab 1954 erfolgte die Finanzierung des Unterhalts des deutschen Teils der Rheinbrücke aufgrund strategischer Interessen der NATO durch das Bundesministerium der Verteidigung. Dazu mussten die Brücke und die anschließende Strecke innerhalb von 48 Stunden zweigleisig befahrbar sein. 1960 erhielt die Brücke zur Nutzung als zweistreifige Straßenbrücke Rillenschienen und eine neue asphaltierte Fahrbahnplatte. Letzter Zugverkehr fand vom 4. bis zum 18. Mai 1966 statt, als aufgrund der Anhebung der Rheinbrücke Kehl die Züge zwischen Deutschland und Straßburg über die Wintersdorfer Rheinbrücke umgeleitet wurden.

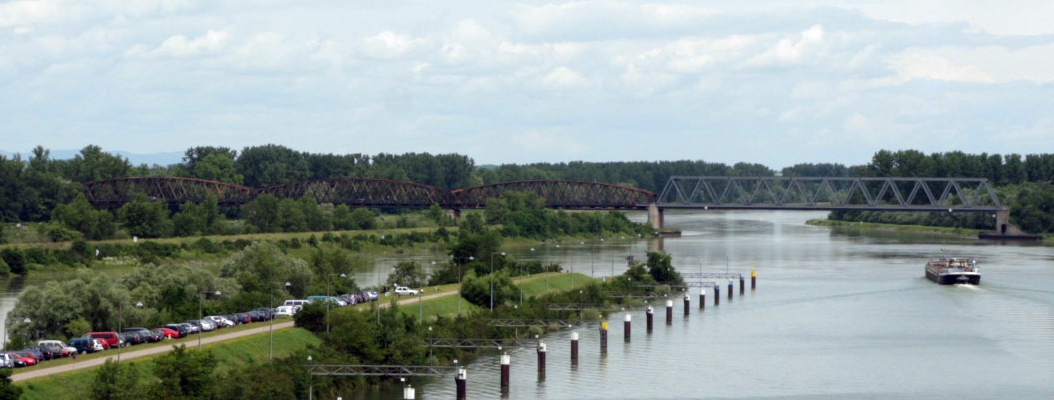
Rheinbrücke Wintersdorf von der Staustufe Iffezheim gesehen

1974 wurde auf deutscher Seite eine Zollstation errichtet. Diese beherbergte bis in die Mitte der 1990er Jahre hinein eine Bankfiliale. Im Jahr 2000 wurde eine Nutzung als Bürogebäude genehmigt. 2002 wurden das Gebäude und die zahlreichen umliegenden Parkplätze vom Bund an einen Privatmann verkauft. Zuletzt wurde sie von 2005 bis 2007 durch einen Handwerker-Vermittlungsservice genutzt. Da der Flächennutzungsplan das Grundstück als Waldfläche ausweist, war eine solche gewerbliche Nutzung nicht mehr möglich. Die Gemeinde Iffezheim beabsichtigt nicht, einen Bebauungsplan aufzustellen, weswegen das Gebäude seither verfällt.
1975 wurde die Brücke aufgrund des Rheinausbaus mit der Staustufe Iffezheim umgebaut. Für die neue Schifffahrtsrinne wurden die fünf kleinen Vorlandbrücken auf badischer Seite durch einen neuen Überbau mit über 150 m Stützweite ersetzt. Auch dieser Überbau, eine pfostenlose Strebenfachwerkkonstruktion aus Stahl, wurde mit zwei Gleisen für den Eisenbahnverkehr ausgerüstet. Im Strombereich wird eine lichte Höhe von 9,26 m beim höchsten schiffbaren Wasserstand eingehalten.

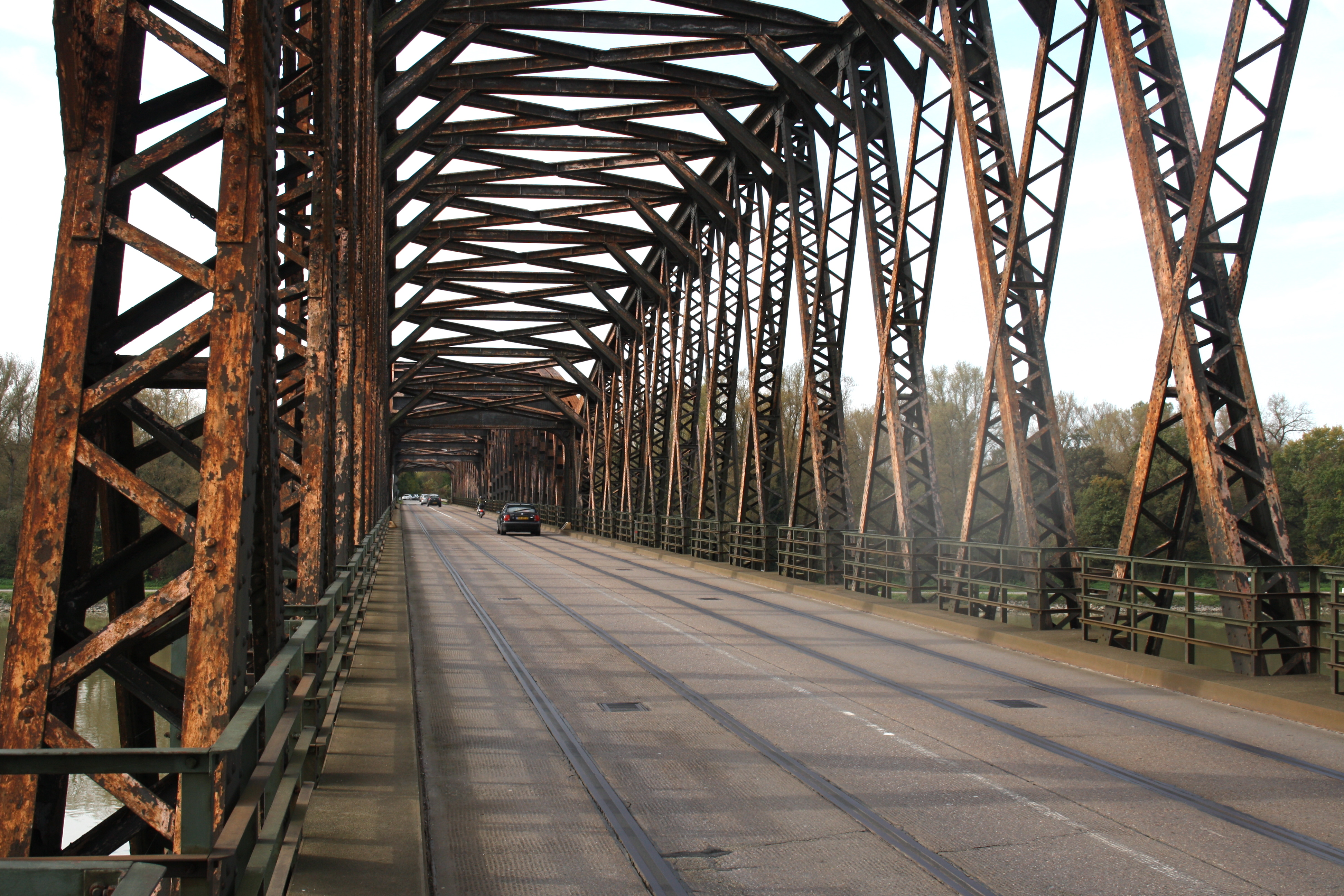
Blick nach Westen

Seit Anfang 1998 hat die NATO kein Interesse mehr an der Bahnstrecke und der Rheinbrücke. Der Unterhalt obliegt seitdem der Straßenbauverwaltung Baden-Württembergs. Insbesondere seit dem Wegfall der Grenzkontrollen 1995 dient die Brücke dem zunehmenden Grenz- und Nahverkehr (Berufspendler) zwischen dem Elsass und Baden für Kraftfahrzeuge bis 7,5 t und Radfahrer. Einer Verkehrszählung entsprechend nutzten im Jahr 2003 bei den beiden nördlichsten festen Grenzübergängen in Baden knapp 7.000 Fahrzeuge täglich die Wintersdorfer Brücke und etwa 14.000 Fahrzeuge die auch für Lastkraftwagen nutzbare Staustufe Iffezheim zur Rheinquerung. Seit der Einführung der LKW-Maut in Deutschland im Jahr 2005 ist eine weitere Zunahme des LKW-Verkehrs bei der Iffezheimer Staustufe zu beobachten, verknüpft mit vermehrtem PKW-Ausweichverkehr auf der Wintersdorfer Brücke.
Eine erneute Nutzung als Eisenbahnbrücke beispielsweise im Rahmen der deutsch-französischen Schnellverkehr-Verbindungen wurde diskutiert; bereits früher hatte es entsprechende Überlegungen gegeben. Da sich Brücke und Zulaufstrecken noch in öffentlicher Hand befinden, wäre hier eine Verbindung der französischen und deutschen Schnellfahrstrecken denkbar. Die Reaktivierung der Eisenbahnbrücke zur Anbindung an die LGV Est-Européenne wurde vom Land Baden-Württemberg für die Aufnahme in den Bundesverkehrswegeplan 2015 angemeldet, jedoch nicht in diesen aufgenommen. Im dritten Entwurf zum Deutschlandtakt ist ein solches Vorhaben ebenfalls nicht berücksichtigt. Die Reaktivierung von Rastatt bis möglichst Haguenau zur Verbesserung des grenzüberschreitenden öffentlichen Nahverkehrs wird von deutschen und französischen Umweltverbänden gefordert.
Aufgrund des Bauzustandes der bereichsweise über 100 Jahre alten Brücke ist die Zukunft des Bauwerkes ungewiss. Das maximal zulässige Fahrzeuggewicht wurde für die Brücke bereits auf 7,5 t herabgesetzt. Mitte 2019 wurde von dem Eurodistrikt PAMINA eine Machbarkeitsstudie zur Reaktivierung der Bahnstrecke Rastatt-Haguenau in Auftrag gegeben. Damit wäre womöglich auch die erneute Nutzung als Eisenbahnbrücke verbunden. Die Ergebnisse der Studie sollen Mitte 2022 vorliegen. Anfang 2022 verzichtete das Bundesministerium für Digitales und Verkehr auf eine Aufnahme der Bahnstrecke in das Transeuropäische Verkehrsnetz, schloss gleichzeitig eine zukünftige Reaktivierung jedoch nicht aus.

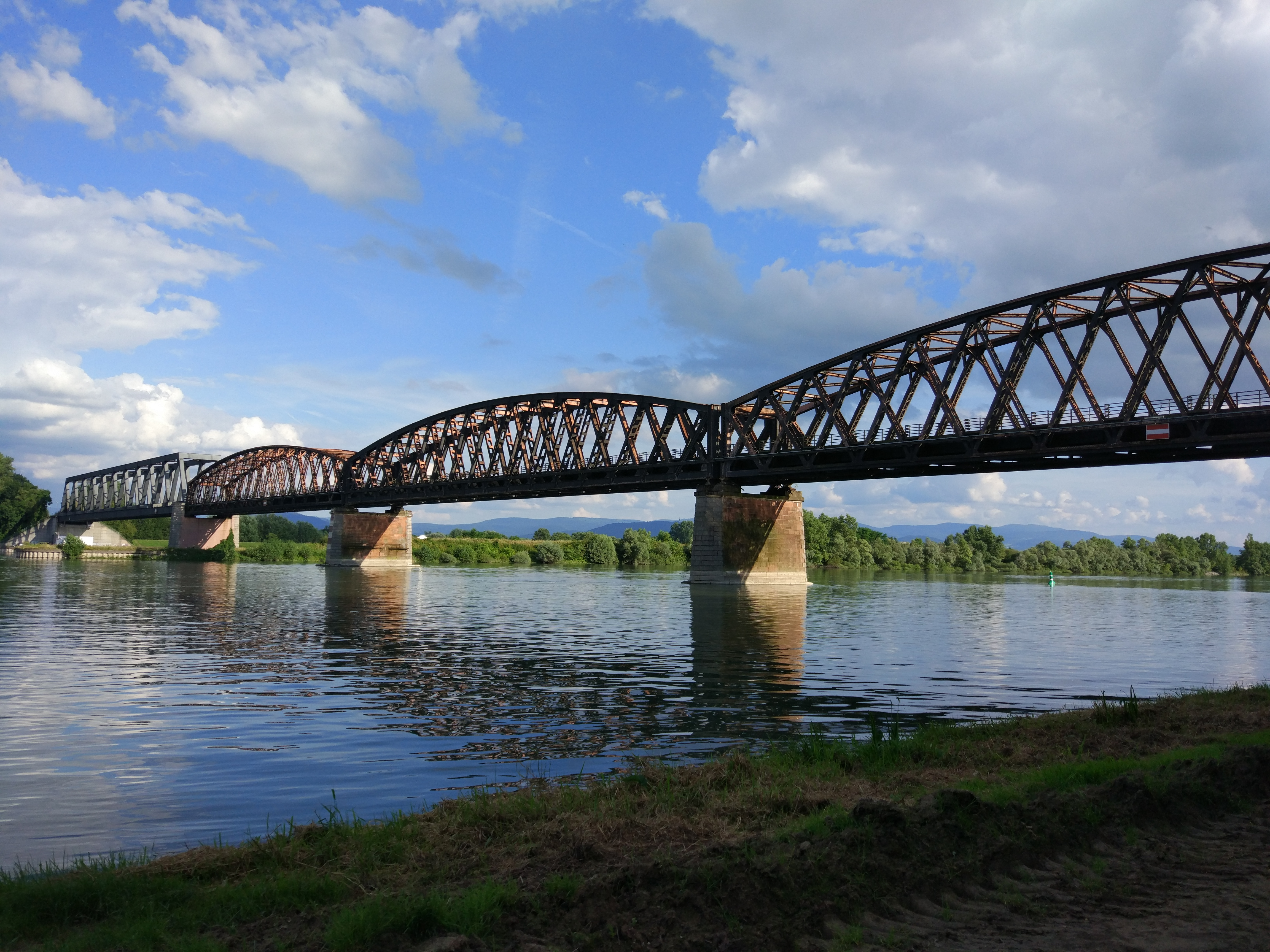
Ansicht von Nordwesten
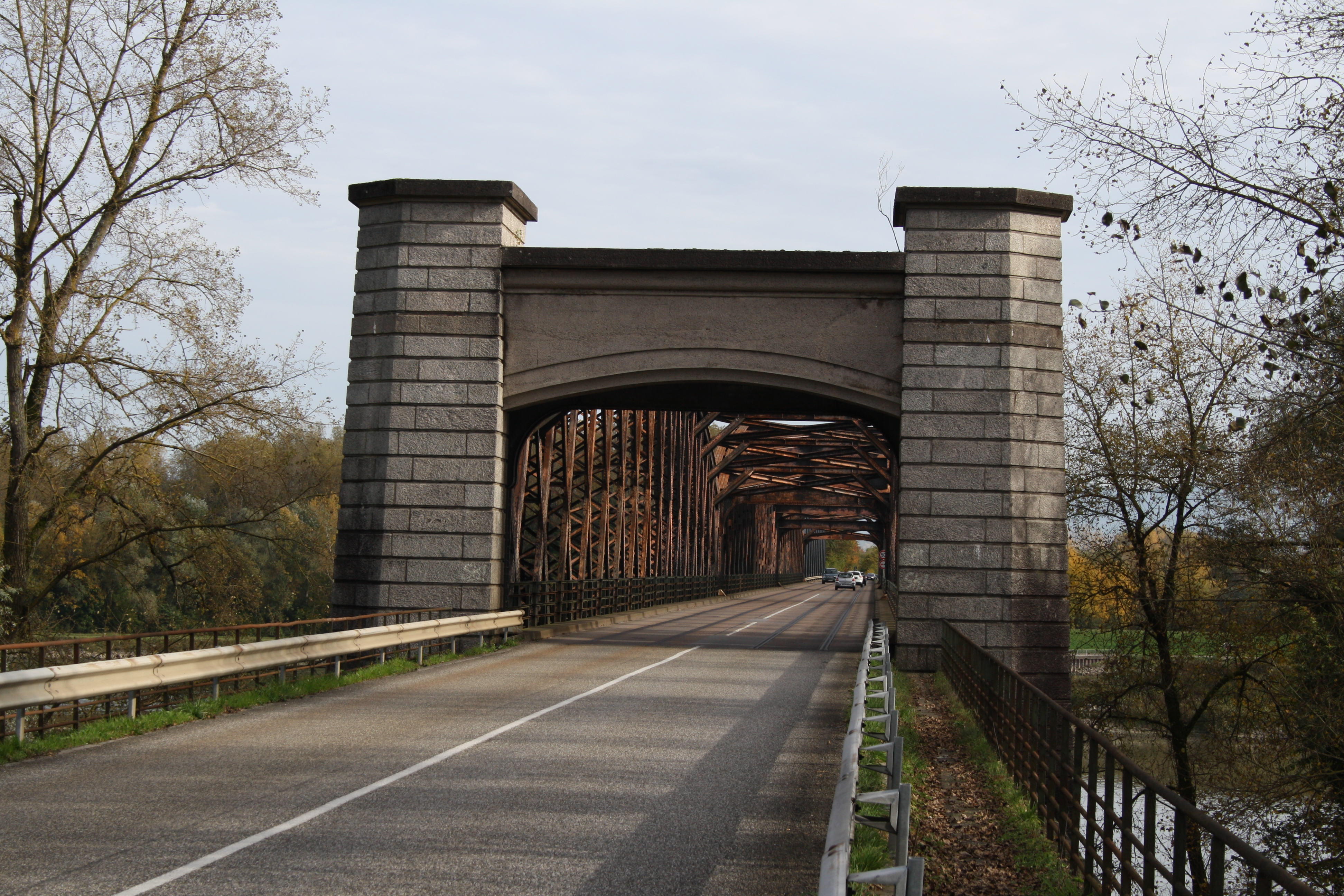
Westportal am französischen Rheinufer
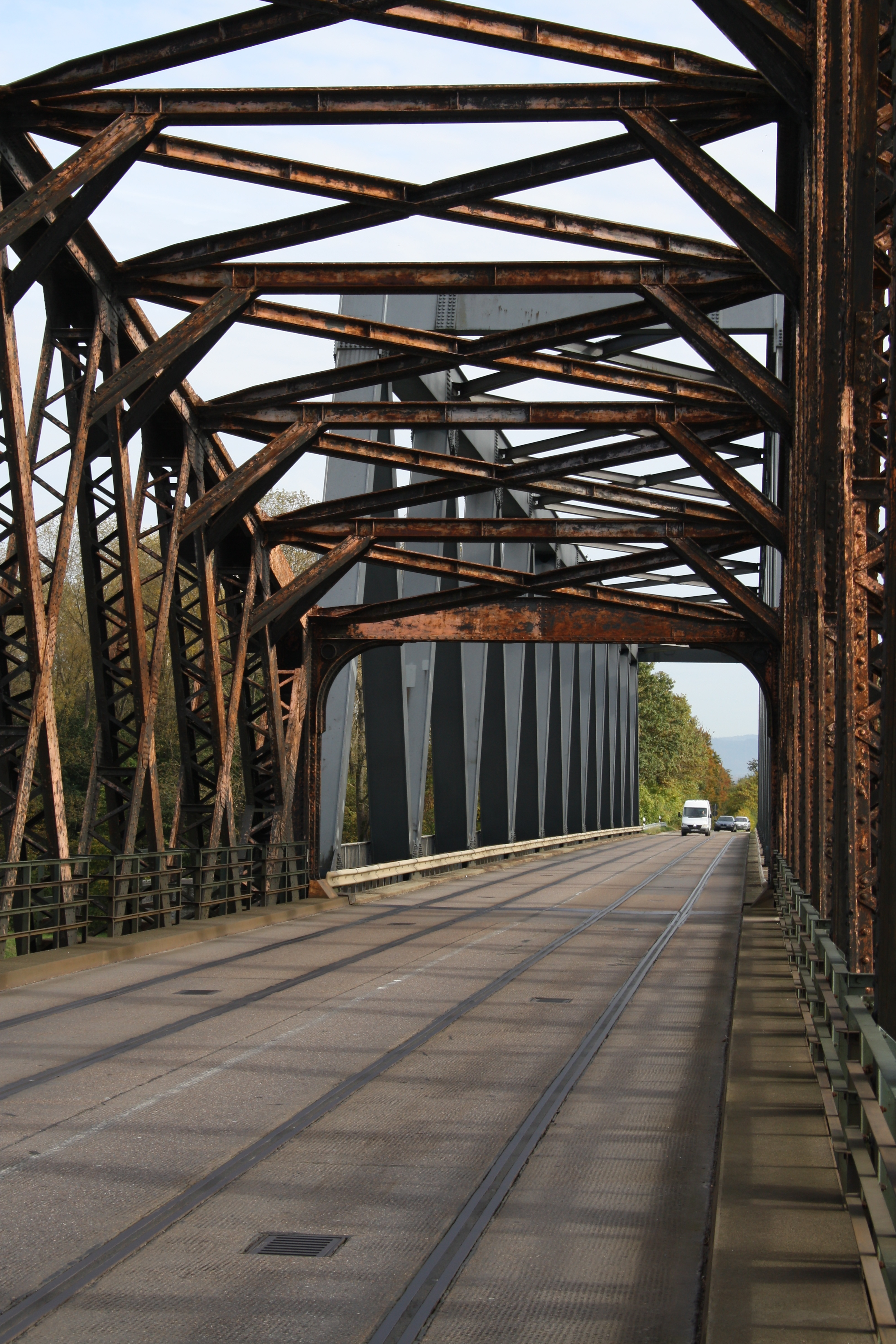
Nahtstelle von alter und neuer Brücke
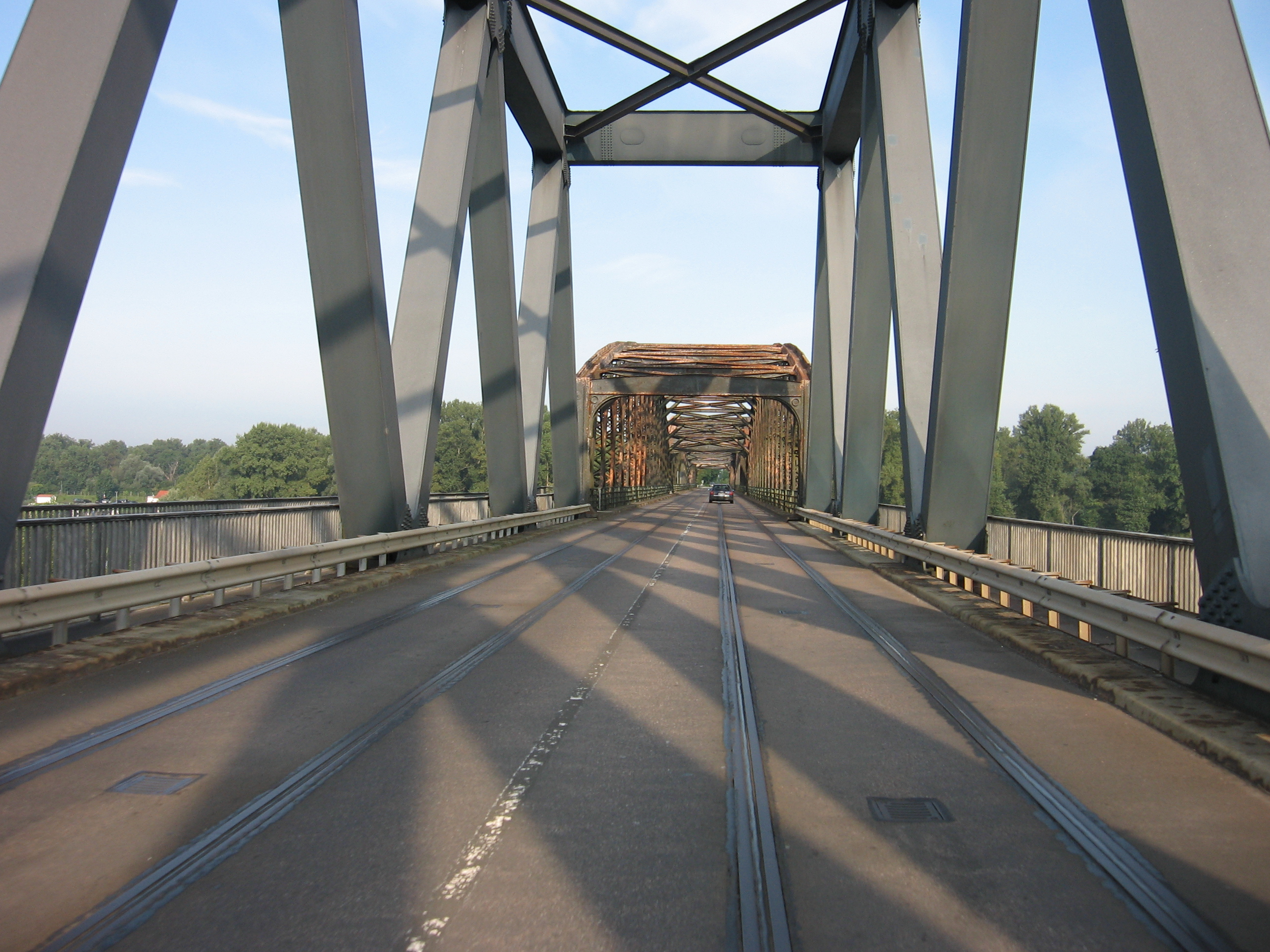
Neue Brücke
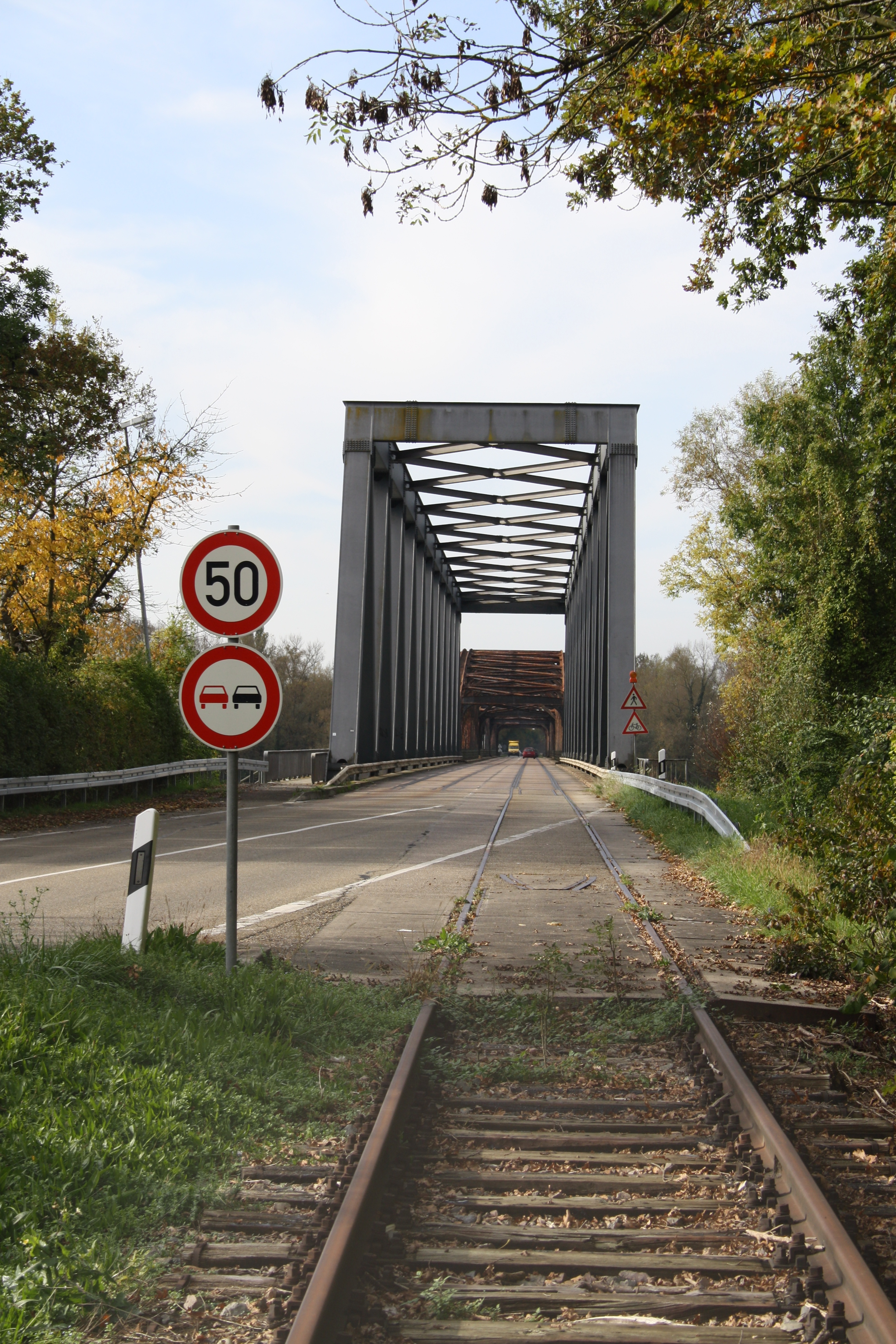
Brückenzufahrt auf der deutschen Rheinseite

## Die Brücke als Drehort
Der Südwestrundfunk nutzt die Rheinbrücke Wintersdorf wiederholt als Drehort für Fernsehfilme. Aufgrund der Nähe zum Produktionsstandort Baden-Baden und der relativ geringen Verkehrsdichte dient die Brücke insbesondere als Kulisse für Tatort-Produktionen mit den Ludwigshafener Kommissaren Odenthal und Kopper (Ulrike Folkerts und Andreas Hoppe) anstelle der vielbefahrenen Brücken zwischen Ludwigshafen und Mannheim. Besonders ausführlich war die Rheinbrücke Wintersdorf in den Tatort-Folgen Schrott und Totschlag und Kopper zu sehen. Die Brücke ist ebenfalls in dem 2018 gedrehten Roadmovie 25 km/h zu sehen. Auch im 1972 gesendeten und vom Südwestfunk produzierten Tatort Wenn Steine brechen spielt die Brücke als Ausgangspunkt der Handlung und bei der Festnahme eines Verdächtigen eine zentrale Rolle.